# Спасское кладбище (Осло)
Спасское кладбище (норв. Vår Frelsers gravlund) — один из старейших мемориальных некрополей города Осло. Расположен севернее Хаммерсборга в районе Гамле Акер.

## История
Кладбище было учреждено в 1808 году в период эпидемии холеры в разгар наполеоновских войн. Первой погребённой на нём стала вдова лютеранского священника — Анна Тулесиус.
В 1864 году на кладбище был возведён лютеранский храм Христа Спасителя, который с 2003 года занимает русский православный Воскресенско-Ольгинский приход.
В 1911 году кладбище было значительно расширено. В 1952 году захоронения на нём прекратились. В настоящее время кладбище является мемориальным некрополем, где погребены многие представители элиты политической, культурной и научной сфер жизни Норвегии.

## Мемориальные захоронения

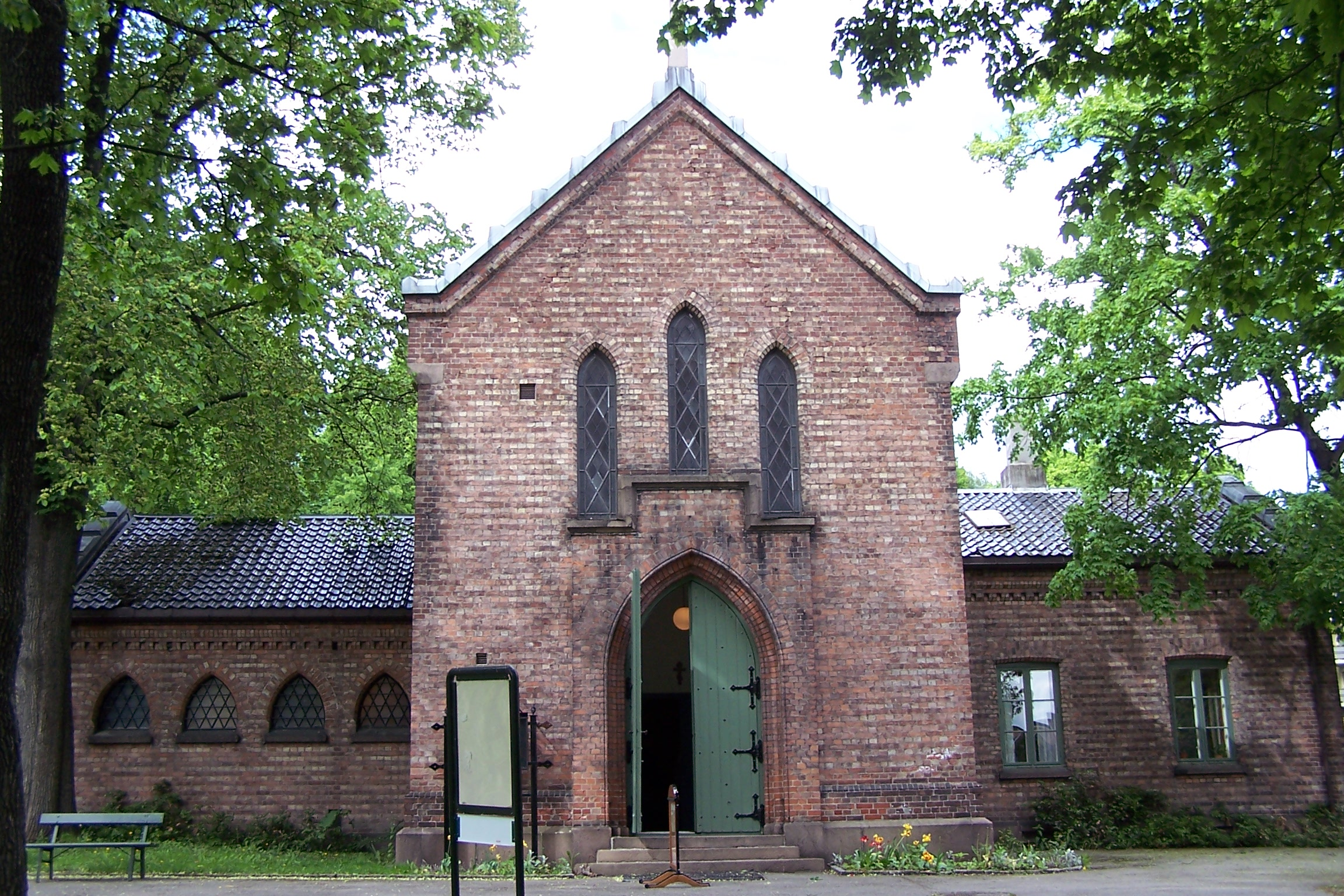
Храм Христа Спасителя (православный)

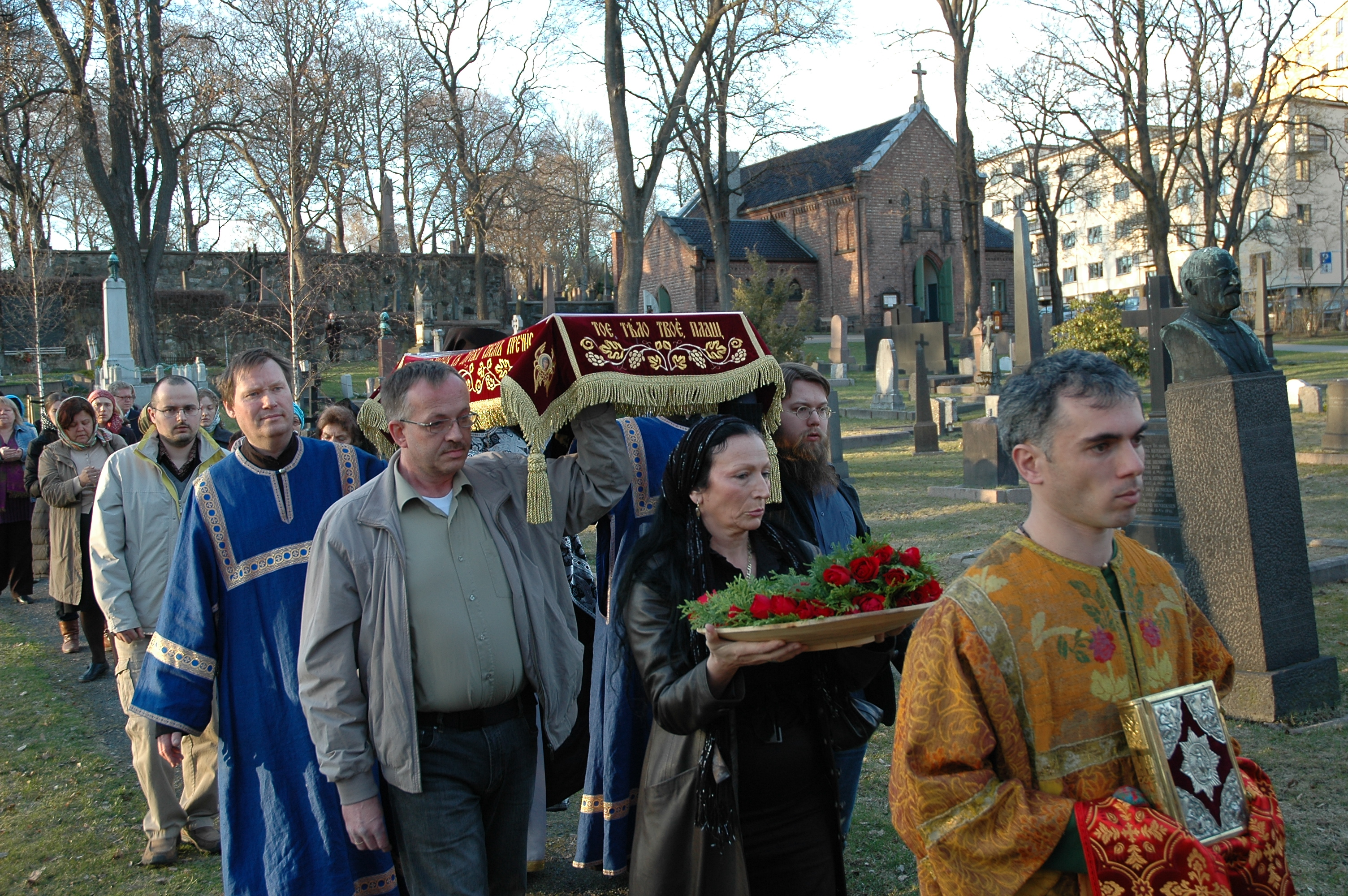
Крестный ход в Великую Пятницу членов Ольгинского прихода

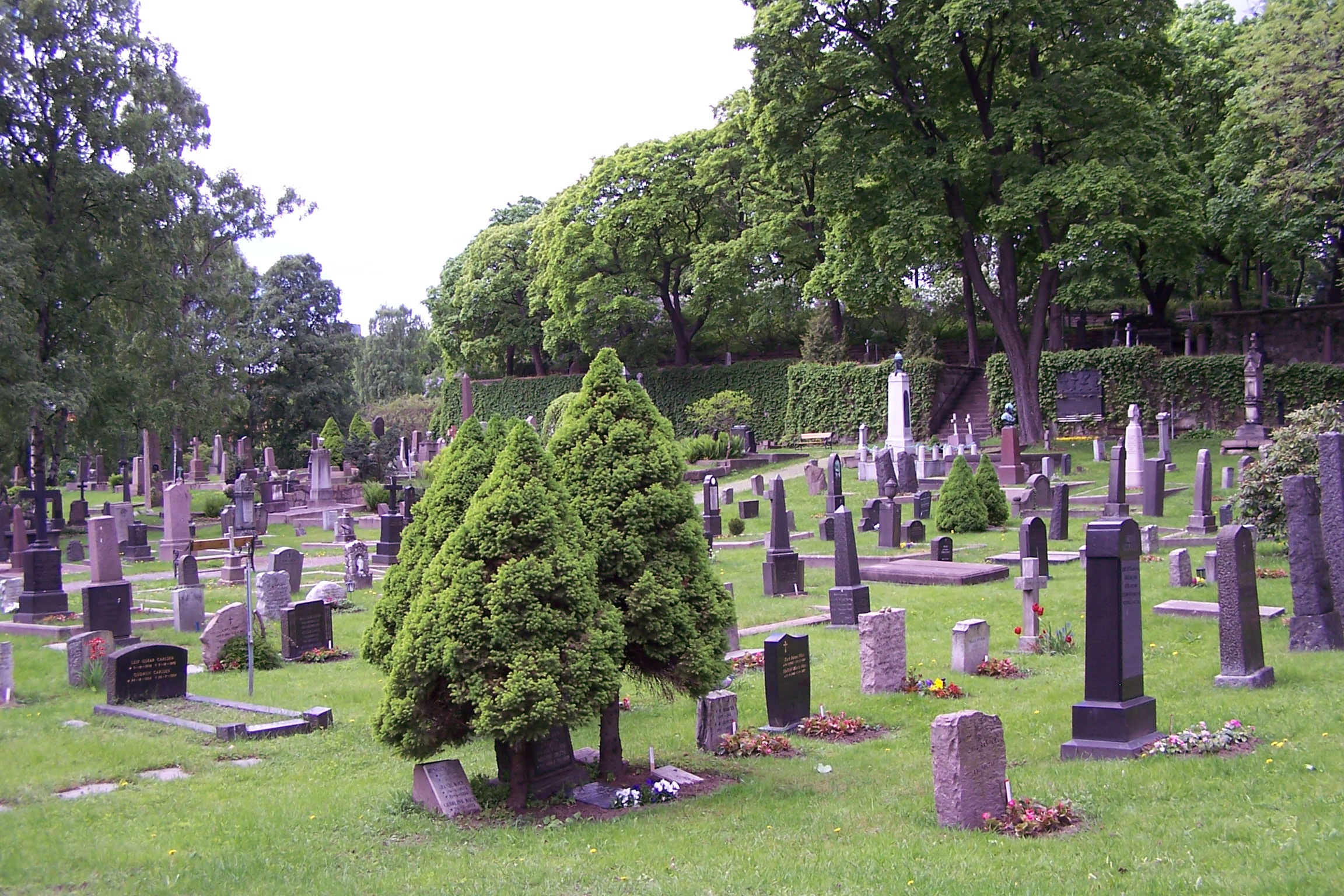
Южный сектор кладбища

### Центральный сектор
- Бьёрнсон, Бьёрнстьерне (1832—1910), писатель
- Булль, Олаф (1883—1933), поэт
- Вереншёлль, Эрик Теодор (1855—1938), художник
- Гуде, Ханс (1825—1903), художник
- Ибсен, Генрик (1828—1906), драматург
- Ибсен, Сигурд (1859—1930), политик, журналист
- Крог, Кристиан (1852—1925), художник, писатель
- Крог, Ода (1860—1935), художница
- Лёвланд, Йорген Гуннарсон (1848—1922), премьер-министр
- Мунк, Эдвард (1863—1944), художник
- Нурдрок, Рикард (1842—1866), композитор
- Свенсен, Юхан Северин (1840—1911), композитор
- Свердруп, Юхан (1816—1892), премьер-министр
- Хальворсен, Юхан (1864—1935), композитор
- Хейберг, Аксель (1848—1932), дипломат, меценат
- Хуль, Сигурд (1890—1960), писатель
- Эгге, Клаус (1906—1979), композитор

### Западный сектор
- Брёггер, Вальдемар Кристофер (1851—1940), геолог
- Брок, Оле Якоб (1818—1889), математик, физик
- Вельхавн, Юхан Себастьян (1807—1873), поэт
- Ли, Софус (1842—1899), математик
- Сюсе, Ян Пер (1930—1997), политик, адвокат
- Торп, Оскар (1893—1958), политик

### Южный сектор
- Бликс, Элиас (1836—1902), поэт, музыкант
- Блютт, Маттиас Нумсен (1789—1862), ботаник
- Кейзер, Якоб Рудольф (1803—1864), историк
- Кьерульф, Хальфдан (1815—1868), композитор
- Крог, Пер (1889—1965), художник
- Сарс, Георг-Оссиан (1837—1927), биолог
- Сарс, Микаэль (1808—1869), зоолог
- Осен, Ивар Андреас (1813—1896), филолог

### Восточный сектор
- Асбьёрнсен, Петер Кристен (1812—1885), писатель
- Баккер-Грёндаль, Агата (1847—1907), композитор
- Барратт, Томас Болл (1862—1940), пастор, проповедник
- Бьеркнес, Вильгельм Фриман Корен (1862—1951), физик
- Вергеланн, Генрик Арнольд (1808—1845), писатель
- Карстен, Людвиг (1876—1926), художник
- Коллетт, Йонас (1772—1851), государственный деятель
- Коллетт, Камилла (1813—1895), писательница
- Линдеман, Людвиг Матиас (1812—1887), композитор
- Нильсен, Йохим (1964—2000), рок-музыкант
- Рисер-Ларсен, Яльмар (1890—1965), авиатор
- Сельмер, Юхан (1844—1910), композитор
- Флейшер, Карл Густав  (1883—1942), военачальник,

### Северный сектор
- Баккер, Гарриет (1845—1932), художница
- Бергслин, Брийнульф (1830—1898), скульптор
- Бергслин, Кнуд (1827—1908), художник
- Бугге, Софус (1833—1907), языковед
- Ниссен, Эрика (1845—1903), пианистка
- Сольберг, Харальд Оскар (1869—1935), художник
- Станг, Эмиль (1834—1912), премьер-министр
- Станг, Фредерик (1808—1884), премьер-министр
- Хьелланн, Китти (1843—1914), художница

### Без точной локализации
- Баккер-Грёндаль, Агата (1847–1907), композитор
- Сельмер, Кристиан Эугуст, премьер-министр Норвегии
- Дюбвад, Юханна (1867–1959), актриса
- Мовинкель, Агнес (1875–1963), актриса
- Сквейгор, Кристиан Хоманн, премьер-министр Норвегии
- Йонас Антон Хильм (1782–1848), Генеральный прокурор